# کودای ناگاشیما
کودای ناگاشیما (ژاپنی: 長島 滉大؛ زادهٔ ۲۶ ژانویهٔ ۱۹۹۸) یک بازیکن فوتبال اهل ژاپن است.
از باشگاه‌هایی که در آن بازی کرده‌است می‌توان به باشگاه فوتبال ایماباری اشاره کرد.